# Schizomeria
Schizomeria es un género con 20 especies de plantas con flores perteneciente a la familia Cunoniaceae.

## Taxonomía
El género fue descrito por David Don  y publicado en Edinburgh New Philosophical Journal 9: 94. 1830. La especie tipo es: Schizomeria ovata

## Especies seleccionadas
| - Schizomeria adenophylla - Schizomeria brassii - Schizomeria carrii - Schizomeria clemensiae - Schizomeria floribunda - Schizomeria gorumensis - Schizomeria homaliiformis - Schizomeria ilicina - Schizomeria katastega - Schizomeria ledermannii | - Schizomeria novoguineensis - Schizomeria orthophlebia - Schizomeria ovata - Schizomeria parvifolia - Schizomeria pulleana - Schizomeria serrata - Schizomeria tasmaniensis - Schizomeria tegens - Schizomeria versteeghii - Schizomeria whitei |